# Andreas Jakobsson (piłkarz)
Andreas Jakobsson (ur. 6 października 1972 w Teckomatorp) – szwedzki piłkarz grający na pozycji środkowego obrońcy lub defensywnego pomocnika.

## Kariera klubowa
Jakobsson pochodzi z miasta Teckomatorp. Piłkarską karierę rozpoczął w tamtejszym klubie Teckomatorps SK, a z czasem podjął treningi w pobliskiej Landskronie, w zespole Landskrona BoIS. W 1990 roku zadebiutował w jego barwach w drugiej lidze szwedzkiej, a w 1991 był już jego podstawowym zawodnikiem. W 1993 roku wywalczył z Landskroną awans do pierwszej ligi, jednak w 1994 roku zajął z nim przedostatnie 13. miejsce i zespół powrócił do zaplecza ekstraklasy. Po sezonie, czyli na początku 1995 roku Andreas przeszedł do Helsingborgs IF, w którym stworzył parę środkowych obrońców z Olą Nilssonem. W tym samym roku został wicemistrzem Szwecji, a w 1998 roku zdobył Puchar Szwecji. W 1999 roku po raz pierwszy w karierze został mistrzem Szwecji, a w 2000 - po raz drugi zajął 2. miejsce.
Latem 2000 roku Jakobsson wyjechał do niemieckiej Hansy Rostock, w której stał się czwartym Szwedem obok Marcusa Lantza, Magnusa Arvidssona i Petera Wibråna. W Bundeslidze zadebiutował 11 sierpnia w przegranym 0:1 wyjazdowym meczu z Borussią Dortmund. 3 marca zdobył gola w zwycięskim 3:2 spotkaniu z Bayernem Monachium. Z Hansą na ogół zajmował miejsca w dolnej połówce tabeli i łącznie rozegrał dla niej 99 spotkań, w których strzelił 4 bramki.
W lipcu 2003 roku Jakobsson przeszedł do duńskiego Brøndby IF, gdzie podobnie jak w Hansie, był podstawowym zawodnikiem. W 2004 roku został wicemistrzem Danii, a w sezonie 2004/2005 przyczynił się do wywalczenia mistrzostwa oraz Pucharu Danii. W trakcie sezonu opuścił Brøndby i został zawodnikiem angielskiego Southampton F.C. W Premiership swój pierwszy mecz rozegrał 13 września, a „Święci” zremisowali w nim 0:0 z Charltonem Athletic. Southampton zajął jednak ostatnie miejsce i spadł do Football League Championship.
Latem 2005 Andreas wrócił do Szwecji i znów był piłkarzem Helsingborga. W 2006 roku zdobył z nim Puchar Szwecji. W 2007 roku postanowił zakończyć profesjonalną karierę i przeszedł do siódmoligowego Svalövs BK.
| Sezon   | Klub             | Kraj    | Rozgrywki   | Mecze | Bramki |
| ------- | ---------------- | ------- | ----------- | ----- | ------ |
| 1990    | Landskrona BoIS  | Szwecja | Superettan  | 5     | 0      |
| 1991    | Landskrona BoIS  | Szwecja | Allsvenskan | 24    | 0      |
| 1992    | Landskrona BoIS  | Szwecja | Allsvenskan | 28    | 0      |
| 1993    | Landskrona BoIS  | Szwecja | Allsvenskan | 25    | 2      |
| 1994    | Landskrona BoIS  | Szwecja | Allsvenskan | 17    | 0      |
| 1995    | Helsingborgs IF  | Szwecja | Allsvenskan | 25    | 2      |
| 1996    | Helsingborgs IF  | Szwecja | Allsvenskan | 26    | 0      |
| 1997    | Helsingborgs IF  | Szwecja | Allsvenskan | 25    | 1      |
| 1998    | Helsingborgs IF  | Szwecja | Allsvenskan | 26    | 1      |
| 1999    | Helsingborgs IF  | Szwecja | Allsvenskan | 25    | 0      |
| 2000    | Helsingborgs IF  | Szwecja | Allsvenskan | 8     | 1      |
| 2000/01 | Hansa Rostock    | Niemcy  | Bundesliga  | 34    | 1      |
| 2001/02 | Hansa Rostock    | Niemcy  | Bundesliga  | 32    | 2      |
| 2002/03 | Hansa Rostock    | Niemcy  | Bundesliga  | 33    | 1      |
| 2003/04 | Brøndby IF       | Dania   | Superligaen | 32    | 4      |
| 2004/05 | Brøndby IF       | Dania   | Superligaen | 5     | 1      |
| 2004/05 | Southampton F.C. | Anglia  | Premiership | 27    | 2      |
| 2005    | Helsingborgs IF  | Szwecja | Allsvenskan | 11    | 0      |
| 2006    | Helsingborgs IF  | Szwecja | Allsvenskan | 21    | 0      |
| 2007    | Helsingborgs IF  | Szwecja | Allsvenskan | 26    | 5      |

## Kariera reprezentacyjna
W reprezentacji Szwecji Jakobsson zadebiutował 28 lutego 1996 roku w zremisowanym 0:0 towarzyskim meczu z Australią. W 2002 roku został powołany do kadry na Mistrzostwa Świata 2002, na których był podstawowym zawodnikiem „Trzech Koron”. Wystąpił w czterech spotkaniach: zremisowanym 1:1 z Anglią, wygranym 2:1 z Nigerią, zremisowanym 1:1 z Argentyną oraz przegranym w 1/8 finału z Senegalem. W 2004 roku na Euro 2004 także wystąpił w czterech meczach: wygranym 5:0 z Bułgarią, zremisowanych 1:1 z Włochami i 2:2 z Danią oraz przegranym po serii rzutów karnych ćwierćfinale z Holandią. Karierę reprezentacyjną zakończył po tym turnieju. W drużynie narodowej zagrał 36 razy i 3 razy wpisywał się na listę strzelców.